# Herz-Jesu-Basilika (Conewago)

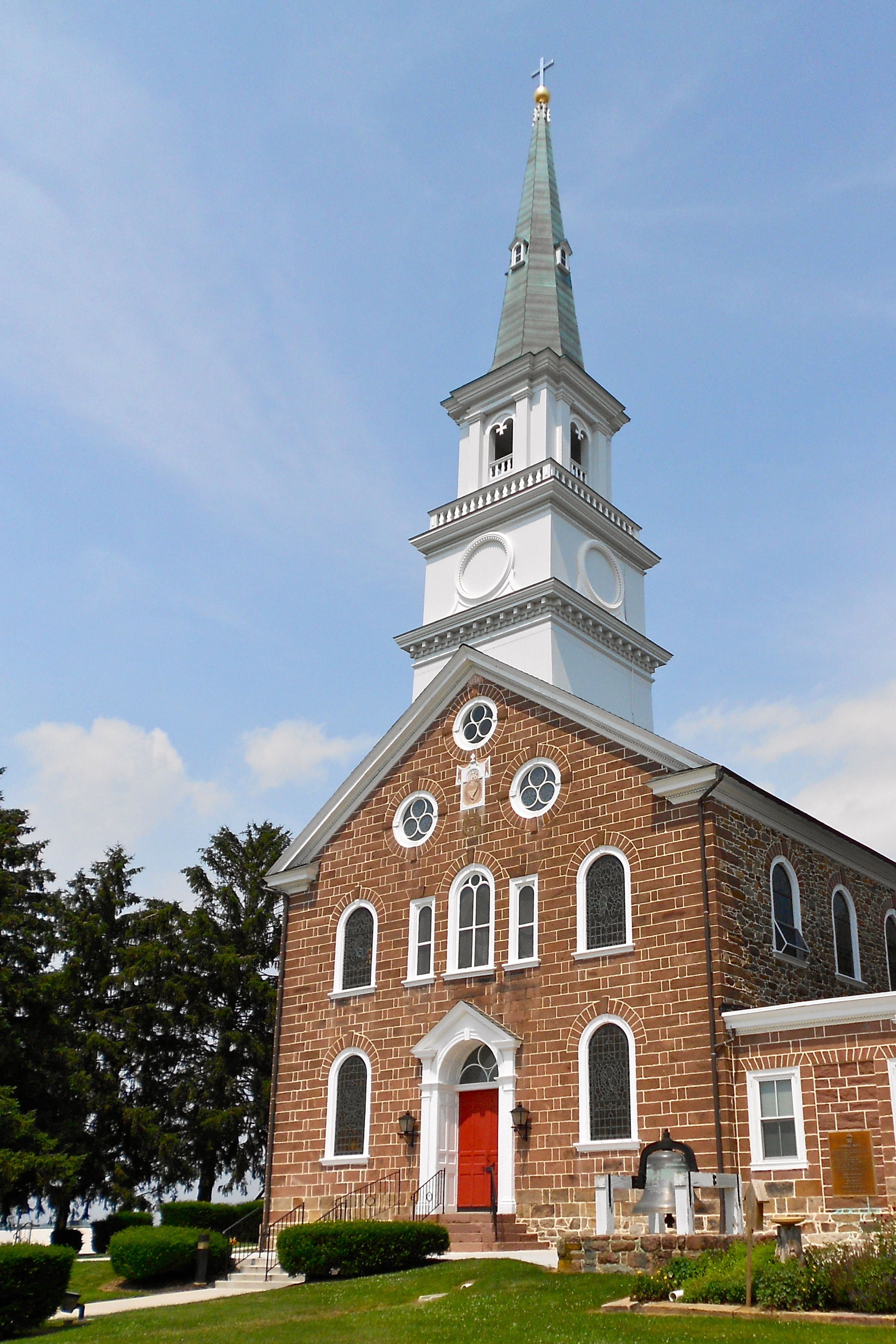
Eingangsfassade

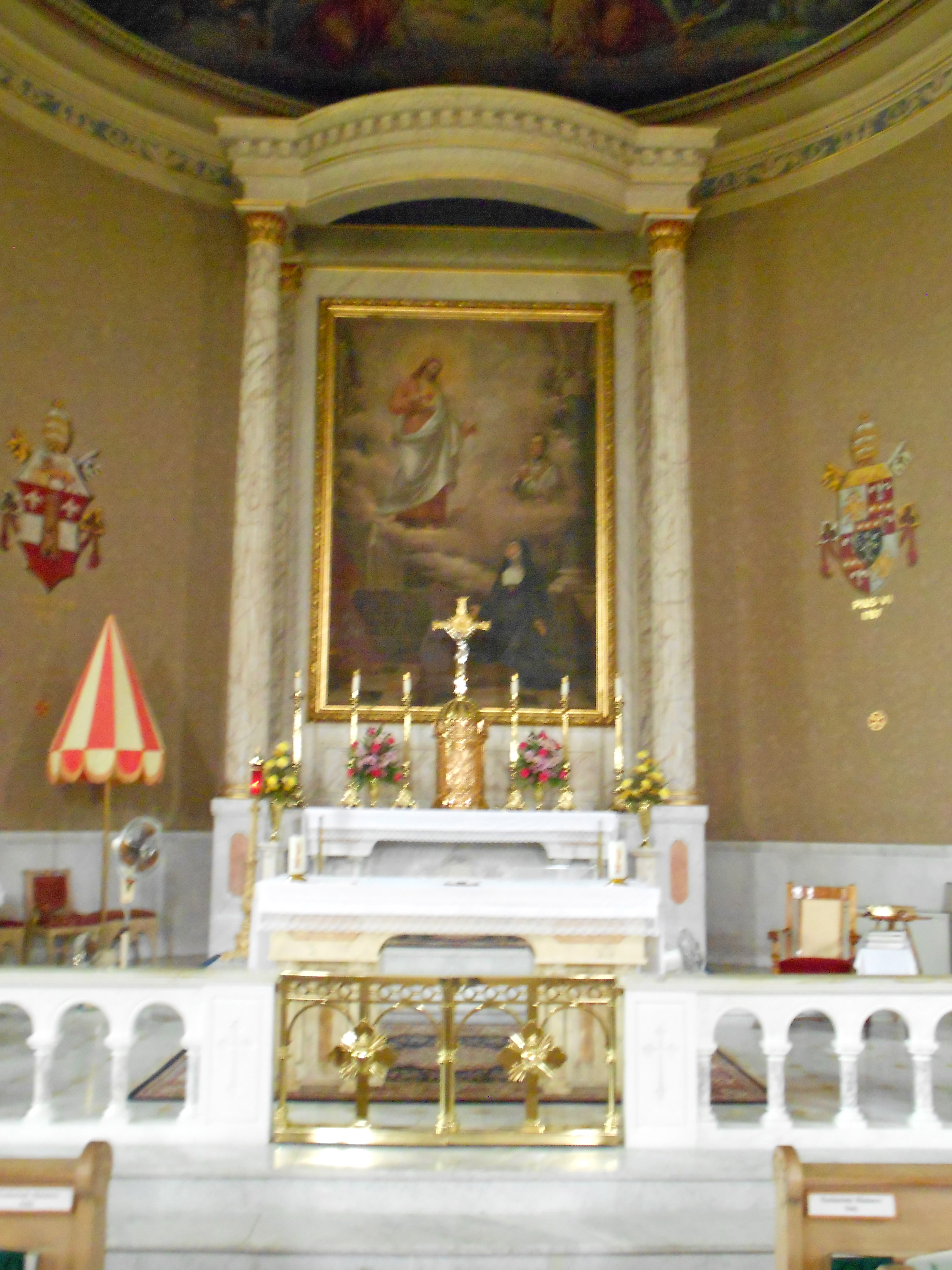
Altarbereich

Die Basilika Heiliges Herz Jesu, auch bekannt als Conewago-Kapelle, ist eine römisch-katholische Kirche in Conevago bei Hanover im Adams County im US-amerikanischen Bundesstaat Pennsylvania. Die Kirche des Bistums Harrisburg ist nach dem Heiligsten Herzen Jesu benannt. Das älteste aus Stein gebaute katholische Kirchengebäude in den Vereinigten Staaten steht als nationales historisches Denkmal geführt.

## Geschichte
Ausgehend von einer ersten Kapelle um 1740 wuchs die Gemeinde bis 1784 auf 1000 Mitglieder. Zwischen 1785 und 1787 wurde die heutige Kirche aus dem Sandstein Brownstone erbaut, die Mauern erreichen eine Stärke von einem Meter. Die etwa 2½ Stockwerke hohe, dreischiffige Kirche ist in fünf Joche gegliedert. Die Eingangsfassade im Federal Style besitzt einem halbrunden Torbogen und einem 25 Meter hohen Turm, der 1873 aufgesetzt wurde. An die Kirche schließt sich ein dreistöckiges Pfarrhaus an, das ebenfalls 1787 erbaut wurde. Sie ist die älteste aus Stein erbaute römisch-katholische Kirche in den Vereinigten Staaten. Demetrius Augustinus Gallitzin verbrachte bis 1796 die ersten Jahre seines Priestertums in der Conewago-Kapelle.
Die Kirche wurde am 30. Juni 1962 durch Papst Johannes XXIII. in den Rang einer Basilica minor erhoben. Seit 1975 wird sie in der Liste der National Register of Historic Places aufgeführt.